# Elexalde Mendata
Elexalde Mendata (baskiska: Elexalde) är en ort i Spanien.   Den ligger i provinsen Bizkaia och regionen Baskien, i den norra delen av landet, 300 km norr om huvudstaden Madrid. Elexalde Mendata ligger 107 meter över havet och antalet invånare är 344.
Terrängen runt Elexalde Mendata är kuperad. Runt Elexalde Mendata är det ganska tätbefolkat, med 62 invånare per kvadratkilometer. Närmaste större samhälle är Gernika-Lumo, 5,5 km nordväst om Elexalde Mendata. I omgivningarna runt Elexalde Mendata växer i huvudsak blandskog.